# Wolfgang-Ekkehard Scharlipp
Wolfgang-Ekkehard Scharlipp (* 22. Juli 1947 in Bad Salzuflen) ist ein deutscher Turkologe.
Er unterrichtete nach seiner Promotion 1983 und Habilitation 1994 Sprach- und Literaturgeschichte der Türken an den Universitäten in Freiburg im Breisgau (1987–1993) und Nikosia (1993–1997). Seit 1997 lehrt er an der Universität Kopenhagen.
Er ist Autor mehrerer Werke, Artikel in Fachzeitschriften und Übersetzer vieler Romane und Erzählungen aus dem Türkischen.
Er beherrscht zudem Chinesisch und Arabisch.

## Schriften (Auswahl)
- Untersuchungen zur Morphologie und Substitution türkeitürkischer Neologismen. Hamburg 1978
- Auxiliarfunktionen von Hauptverben nach Konverb in der neuuigurischen Schriftsprache von Sinkiang. Berlin 1984
- mit Dieter Back: Einführung in die tibetische Schrift. Hamburg 1989
- Die frühen Türken in Zentralasien. Eine Einführung in ihre Geschichte und Kultur. Darmstadt 1992
- Introduction to the Old Turkish Runic Inscriptions. Nikosia 1994
- Türkische Sprache – Arabische Schrift. Ein Beispiel schrifthistorischer Akkulturation. Budapest 1995
- Eski Türkçe Run Yazıtlarına Giriş. Introduction to the Old Turkish Runic Inscriptions. Engelschoff 2000
- Die alttürkische Literatur. Einführung in das vorislamische Schrifttum. Verl. auf dem Ruffel, Engelschoff 2005, ISBN 3-933847-14-1.